# Tal cual (programa de televisión)
Tal cual fue un magazine cultural de Televisión Española que se emitió en directo durante el año 1988 después de la primera edición del Telediario. Dirigido y presentado por Manuel Hidalgo. Estaba realizado por José María Fraguas de Pablo y contenía entrevistas e información cultural.
De entre sus contenidos destacó la inclusión de tertulias con escritores y periodistas como Álvaro Pombo, Luis Antonio de Villena, Manu Leguineche, Francisco Umbral, Lourdes Ortiz, Víctor Márquez Reviriego, Andrés Amorós, entre otros. La presentación de la revista de espectáculos era conducida por la periodista Inka Martí. Este espacio de los Servicios Informativos de TVE adoptó el mismo nombre que el legendario musical de Àngel Casas.
En el verano de 1988, en los meses de junio a septiembre, el programa adoptó el título de Un verano tal cual, coincidiendo con las vacaciones de Hidalgo, estuvo dirigido por Francisco de Oleza Le-Senne (habitual subdirector del programa) realizado por José María Fraguas de Pablo y presentado por Inka Martí e Isabel Gemio.